# بین
بین، روستایی است از توابع بخش کجور شهرستان نوشهر در استان مازندران ایران.

## جمعیت
این روستا در دهستان توابع کجور قرار دارد و براساس سرشماری مرکز آمار ایران در سال ۱۳۸۵، جمعیت آن ۴۱ نفر (۱۱خانوار) بوده‌است. مردم بین از قومیت طبری هستند. مردم بین به زبان طبری و گویش کجوری سخن می‌گویند.